# Caulanthus simulans
Caulanthus simulans är en korsblommig växtart som beskrevs av Edwin Blake Payson. Caulanthus simulans ingår i släktet Caulanthus och familjen korsblommiga växter. Inga underarter finns listade i Catalogue of Life.